# Habsburg Róbert
Habsburg–Lotaringiai Róbert vagy Habsburg–Estei Róbert (teljes nevén Robert Karl Ludwig Maximilian Michael Maria Anton Franz Ferdinand Joseph Otto Hubert Georg Pius Johannes Marcus d'Aviano; Bécs, Schönbrunn, 1915. február 8. – Bázel, 1996. február 7.) a Habsburg–Lotaringiai-házból származó osztrák főherceg, magyar és cseh királyi herceg, 1917 és 1996 között a Habsburg–Estei ág feje.

## Életpályája
Édesapja IV. Károly, az utolsó magyar és cseh király, valamint osztrák császár, édesanyja Bourbon-parmai Zita. Hét testvére volt, bátyja Habsburg Ottó. Három éves korában a Monarchia elvesztette az első világháborút, a függetlenné váló utódállamokban pedig köztársaságokat kiáltottak ki, ami a császári család svájci száműzetéséhez vezetett.

## A Habsburg–Estei ház vezetője
1917. április 16-án édesapja lemondott a Habsburg–Estei főhercegi címéről Róbert javára, így másodszülött fiúként megőrizte a Habsburg–Lotaringiai-ház formális uralmát az egykor szuverén Modenai Hercegség felett, ami korábban az Este-házhoz tartozott. Ezáltal Ferenc Ferdinánd főherceg örökébe is lépett, aki 1875-ben kapta meg a Habsburg-Estei címet, ami segített megmenteni az Este vagyont akkor, amikor a hercegséget 1860-ban a Szárd Királyság annektálta. 1996. február 7-én, egy nappal 81. születésnapja előtt halt meg a svájci Bázelben. Halála után legidősebb fia, Lőrinc főherceg lett a Habsburg–Estei-ág feje.

## Családja
1953. december 29-én vette feleségül Amadeo, Aosta harmadik hercegének lányát, Margit hercegnőt. Öt gyermekük született, akik mindegyike használja a Habsburg–Estei címet:
- Mária Beatrix (1954–)
- Lőrinc (1955–)
- Gellért (1957–)
- Márton (1959–)
- Izabella (1963–)